# اوستروویتس (شهرستان سوکوووف)
اوستروویتس (به لهستانی:  Ostrowiec) یک روستا در لهستان است که در گمینا رپکی واقع شده‌است.